# U-563
O Unterseeboot 563 foi um submarino alemão da Kriegsmarine que atuou durante a Segunda Guerra Mundial. O submarino foi afundado no dia 31 de Maio de 1943 na Baia de Biscay à sudoeste de Brest, por cargas de profundidade lançados de 2 aeronaves britânicas e de um Handley Page Halifax australiano (Sqdn 58/R, 228/X, RAF 10/E), que resultaram na morte de todos os 49 tripulantes.

## Comandantes
| Comandante               | Data                                      |
| ------------------------ | ----------------------------------------- |
| Oblt. Klaus Bargsten     | 27 de Março de 1941 - 15 de Março de 1942 |
| Kptlt. Götz von Hartmann | 1 de Abril de 1942 - 16 de Maio de 1943   |
| Oblt. Gustav Borchardt   | 21 de Maio de 1943 - 31 de Maio de 1943   |

## Subordinação
Durante o seu tempo de serviço, esteve subordinado às seguintes flotilhas:
| Período                                  | Flotilha                                  |
| ---------------------------------------- | ----------------------------------------- |
| 27 de março de 1941 - 1 de julho de 1941 | 1. Unterseebootsflottille (treinamento)   |
| 1 de julho de 1941 - 31 de maio de 1943  | 1. Unterseebootsflottille (serviço ativo) |

### Patrulhas
|       | Comandante               | Partida                | Partida   | Chegada                 | Chegada   | Dias     | Toneladas |
| ----- | ------------------------ | ---------------------- | --------- | ----------------------- | --------- | -------- | --------- |
|       | Oblt. Klaus Bargsten     | 10 de Julho de 1941    | Kiel      | 10 de Julho de 1941     | Helsingör | 1 dia    |           |
|       | Oblt. Klaus Bargsten     | 27 de Julho de 1941    | Helsingör | 28 de Julho de 1941     | Bergen    | 2 dias   |           |
| 1     | Oblt. Klaus Bargsten     | 31 de Julho de 1941    | Bergen    | 10 de Setembro de 1941  | Brest     | 42 dias  |           |
| 2     | Oblt. Klaus Bargsten     | 4 de Outubro de 1941   | Brest     | 1 de Novembro de 1941   | Brest     | 29 dias  | 1,870     |
| 3     | Oblt. Klaus Bargsten     | 29 de Novembro de 1941 | Brest     | 3 de Dezembro de 1941   | Lorient   | 5 dias   |           |
| 4     | Oblt. Klaus Bargsten     | 21 de Janeiro de 1942  | Lorient   | 3 de Fevereiro de 1942  | Bergen    | 14 dias  |           |
|       | Oblt. Klaus Bargsten     | 7 de Fevereiro de 1942 | Bergen    | 11 de Fevereiro de 1942 | Hamburg   | 5 dias   |           |
|       | Kptlt. Götz von Hartmann | 19 de Abril de 1942    | Hamburg   | 20 de Abril de 1942     | Kiel      | 2 dias   |           |
| 5     | Kptlt. Götz von Hartmann | 1 de Outubro de 1942   | Kiel      | 6 de Novembro de 1942   | Brest     | 37 dias  |           |
| 6     | Kptlt. Götz von Hartmann | 9 de Dezembro de 1942  | Brest     | 14 de Janeiro de 1943   | Brest     | 37 dias  | 4,906     |
| 7     | Kptlt. Götz von Hartmann | 20 de Março de 1943    | Brest     | 18 de Abril de 1943     | Brest     | 30 dias  | 26,049    |
| 8     | Oblt. Gustav Borchardt   | 29 de Maio de 1943     | Brest     | 31 de Maio de 1943      | Afundado  | 3 dias   |           |
| Total | Total                    | Total                  | Total     | Total                   | Total     | 197 dias | 32 825 t  |

### Navios afundados e danificados
- 3 navios afundados, num total de 14,689 GRT[2]
- 1 navios de guerra afundados, num total de 1,870 toneladas
- 2 navios danificados, num total de 16,266 GRT

| Data        | Comandante        | Nome da Embarcação | Toneladas | Nacionalidade   |
| ----------- | ----------------- | ------------------ | --------- | --------------- |
| 24 Out 1941 | Klaus Bargsten    | HMS Cossack (G-03) | 1,870     | britânico       |
| 18 Dez 1942 | Götz von Hartmann | Bretwalda          | 4,906     | britânico       |
| 5 Abr 1943  | Götz von Hartmann | Sunoil (d.)        | 9,005     | norte-americano |
| 12 Abr 1943 | Götz von Hartmann | Fresno City (d.)   | 7,261     | britânico       |
| 12 Abr 1943 | Götz von Hartmann | Pacific Grove      | 7,117     | britânico       |
| 12 Abr 1943 | Götz von Hartmann | Ulysses            | 2,666     | holandês        |
| Total       | Total             | Total              | 32 825    |                 |

## Operações conjuntas de ataque
O U-563 participou das seguinte operações de ataque combinado durante a sua carreira:
- Rudeltaktik Grönland (10 de agosto de 1941 - 23 de agosto de 1941)
- Rudeltaktik Kurfürst (23 de agosto de 1941 - 2 de setembro de 1941)
- Rudeltaktik Seewolf (2 de setembro de 1941 - 7 de setembro de 1941)
- Rudeltaktik Breslau (4 de outubro de 1941 - 29 de outubro de 1941)
- Rudeltaktik Panther (11 de outubro de 1942 - 16 de outubro de 1942)
- Rudeltaktik Puma (16 de outubro de 1942 - 29 de outubro de 1942)
- Rudeltaktik Falke (28 de dezembro de 1942 - 5 de janeiro de 1943)
- Rudeltaktik Löwenherz (1 de abril de 1943 - 10 de abril de 1943)
- Rudeltaktik Lerche (10 de abril de 1943 - 16 de abril de 1943)